# Igualeja
Igualeja ist ein südspanischer Ort und eine Gemeinde (municipio) mit nur noch 774 Einwohnern (Stand: 2024) in der Provinz Málaga in der autonomen Gemeinschaft Andalusien.

## Lage und Klima
Der Ort Igualeja liegt im Quellgebiet des Río Genal in den meist bewaldeten Bergen im Süden der Serranía de Ronda in einer Höhe von ca. 705 m. Die Stadt Ronda befindet sich ca. 21 km (Fahrtstrecke) nördlich; die Küstengroßstadt Marbella liegt knapp 50 km südöstlich. Das Klima ist gemäßigt bis warm; Regen (ca. 785 mm/Jahr) fällt überwiegend im Winterhalbjahr.

## Bevölkerungsentwicklung
| Jahr      | 1857  | 1900  | 1950  | 2000 | 2020 |
| Einwohner | 1.593 | 1.453 | 1.619 | 898  | 744  |

Die Mechanisierung der Landwirtschaft, die Aufgabe bäuerlicher Kleinbetriebe (Höfesterben) und die daraus resultierende Arbeitslosigkeit haben zu einem immer noch anhaltenden Bevölkerungsschwund geführt (Landflucht).

## Wirtschaft
Der Ort und seine Bevölkerung sind traditionell von der Landwirtschaft abhängig. Angebaut werden Getreide, Oliven und Gemüsepflanzen wie Bohnen, Kichererbsen und Erbsen; traditionell spielen auch Esskastanien eine wichtige Rolle. In der zweiten Hälfte des 20. Jahrhunderts begann man mit der Entwicklung des Tourismus in Form der Vermietung von Ferienwohnungen (casas rurales).

## Geschichte
Nach dem Ende des Kalifats von Córdoba (929–1031) gehörten Igualeja und sein Umland zum Kleinkönigreich (taifa) von Ronda, welches im Jahr 1066 von Sevilla übernommen wurde, das jedoch seinerseits im Jahr 1091 von den Almoraviden und später von den Almohaden erobert wurde. Der kastilische König Ferdinand III. nahm die Stadt im Jahr 1248 ein. Danach gehörte das Gebiet um Igualeja lange Zeit zum Nasridenreich von Granada und wurde erst Ende des 15. Jahrhunderts von den Christen zurückerobert (reconquista).

## Sehenswürdigkeiten
- Das Stadtviertel (barrio) Albaicín erinnert nicht nur dem Namen nach an seinen maurischen Ursprung.
- Die Iglesia de Santa Rosa de Lima entstand im 16. Jahrhundert an der Stelle einer Moschee; nur der Glockenturm (campanario) mit seinem minarettartigen Aussehen stammt noch aus dieser Zeit. Das Patrozinium einer peruanischen Heiligen ist in Spanien durchaus ungewöhnlich; es wurde erst im 19. Jahrhundert geschaffen. Der Kirchenbau wurde im Verlauf seiner Geschichte mehrfach vergrößert und so entspricht das dreischiffige, ungewölbte Innere der Kirche dem Geschmack der Mitte des 20. Jahrhunderts.[6]
- Die Ermita del Divino Pastor ist ein Bau des 18. Jahrhunderts im Stil des ländlichen Barock. Die Malereien im Innern sind jedoch deutlich elaborierter gestaltet.[7]
- Im Ortszentrum steht ein Denkmal für die Kastaniensammler.

Umgebung
- Beliebtestes Ausflugsziel ist die etwa 1 km nordöstlich des Ortszentrums gelegene Quelle (fuente) des Río Genal.
- In der Umgebung des Ortes finden sich die Ruinen von drei Wassermühlen (molinos).